# Manoir de Chandoiseau

Le manoir de Chandoiseau ou anciennement Chant d'oiseau ou Champdoiseau est un édifice situé dans la commune française des Trois-Moutiers, (département de la Vienne). Il a longtemps appartenu à la famille de Sainte-Marthe après les familles Odart et Corguilleray.
Le manoir actuel a été construit au cours du XVe siècle. Il remplaçait une précédente construction datant sans doute du XIe siècle. Il est inscrit aux monuments historiques le 6 février 1929.

## Historique
Les premiers propriétaires totalement identifiés sont les Odart. Ils étaient issus d’une famille d’ancienne chevalerie originaire du Loudunais où ils occupaient le premier rang dès le XIIe siècle. Une branche aînée possédait Verrière tandis qu’une autre demeurait à Chant d’Oiseau. La construction était à l’époque quadrangulaire, entourée d’un fossé, avec un puits central. Elle a été démolie au XVe siècle et les matériaux ont pour partie servi à l’édification des bâtiments existants dont il ne subsiste que le corps de logis principal.
Un document daté de 1545 relatif à une procédure concernant une messe devant être servie dans la chapelle de Chandoiseau donne la première description connue des lieux : « Item : fait entendre que le seigneur de Chandoiseau, jadis, fonda une chapelle dans son logis renclos de fossés et d’eau et fortifié par pont et porte fermant jour et nuit ».

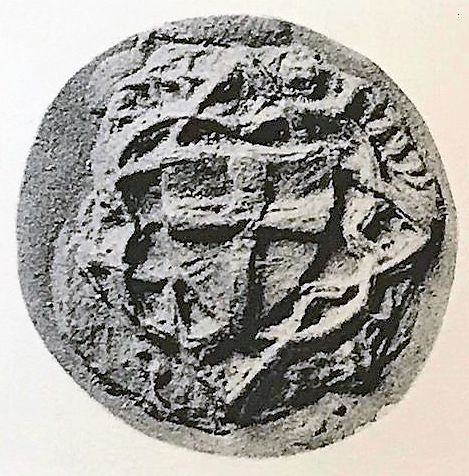
Sceau d'Aimery Odart 1319 1330
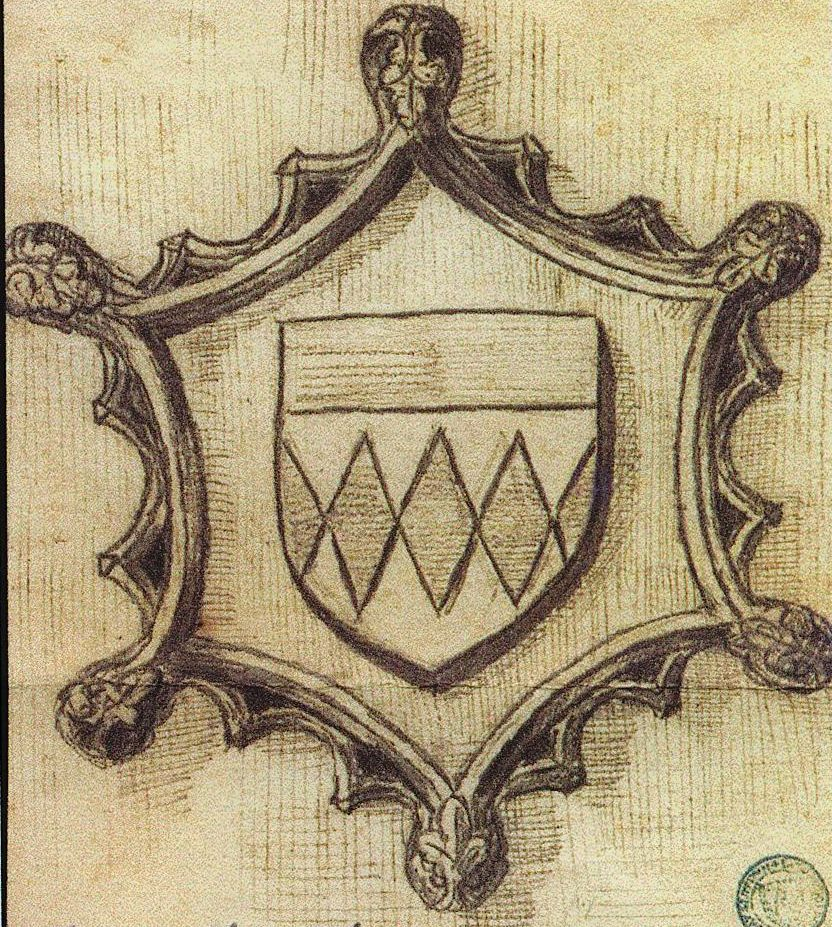
Armes de la famille de Sainte Marthe - Cheminée du Manoir de Chandoiseau

## Architecture
Construction du XVe siècle, le manoir se présente comme un quadrilatère accosté de deux tours. Celle située à l’angle sud-ouest, de plan circulaire, est couronnée d’une ligne de consoles, restes d’anciens mâchicoulis. Les trois niveaux inférieurs sont percés d’une baie moulurée éclairant des petites chambres à caractère privé. Les latrines, accolées à cette tour, ont été reconstituées en 2011, mais cette description ne correspond plus à la réalité d'aujourd'hui.
L’autre tour hexagonale, est placée au tiers de la façade orientale. Elle contient un escalier à vis qui dessert tous les étages. L’accès à cette tour se fait par une porte richement ornée. Son décor se compose de deux arcs en accolade surmontés de choux et d’un fleuron central ; ils sont encadrés d’un motif de candélabres. L’édifice comporte trois niveaux.
Côté cour, au rez-de-chaussée s’ouvrent de larges fenêtres à meneaux, alors qu’à l’opposé, il ne présentait originellement que de petites ouvertures carrées. La plupart de ces baies ont été remaniées. Le mode d’éclairage du premier étage détermine sa fonction d’espace noble. Il présente à l’est comme à l’ouest, des fenêtres à meneaux de tailles variées.

## Propriétaires et occupants

### Famille Odart
La lignée débute avec Emar Ier Odart, cité en novembre 1253 lors du don d’un fief par Alphonse comte de Poitiers. Le dernier représentant de la branche de Champdoiseau et le plus célèbre est Jean Odart (né en 1375, mort en 1459 ou 1460). Il combattit les Anglais en Gascogne aux côtés du connétable d’Albret. Il fut ensuite conseiller et chambellan de Charles VII,.
Jean Odart rendit hommage pour Chandoiseau à plusieurs reprises, notamment à Amboise Louis Vicomte de Thouars en 1448. 
Sa fille unique Isabeau Odart (fille de Jean Odart, chevalier, seigneur de Champdoiseau et de Isabeau de Mangie, sa première épouse décédée avant 1423) épousa Raymond de Corguilleray.
D’après la tradition, Jeanne d’Arc, allant de Chinon à Poitiers, aurait passé une nuit à Chandoiseau, fin février 1429.

### Famille Téligny
Dans un acte de 1501 Charlotte de la Haye est qualifiée de "Dame de Bournand et de Chandoiseau". Elle a épousé François de Téligny (ou Théligny) dont elle est veuve dès 1522.
Son fils Louis né en 1512 épouse Arthuse Vernon de Montreuil.
De leur union naissent cinq enfants dont Charles de Téligny.

### Famille de Sainte-Marthe
Jacques de Sainte-Marthe (1517 -1587), seigneur de Champdoiseau, est le premier personnage de la famille de Sainte-Marthe à posséder Champdoiseau, peut-être à la suite de son mariage avec Renée Le Proust en 1555. Docteur en médecine, médecin de Henri II, François II et Henri III, il fut enterré dans le chœur de l’abbaye de Fontevraud.
À la mort de Jacques de Sainte-Marthe, le manoir passa à Louis de Sainte-Marthe (1569-1640) , seigneur de Champdoiseau (né en 1565), avocat et homme de lettres, lieutenant général de la connétablie et maréchaussée de France, mort sans postérité à Paris en 1640, puis à son frère, François 1er de Sainte-Marthe  (1571-1641), seigneur de Champdoiseau, également avocat et homme de lettres, chef du conseil du cardinal de Richelieu, seigneur de Champdoiseau, (né en 1616 - fils du précédent), fut avocat au parlement et au grand conseil, fonction qu'il abandonna pour occuper peu de temps une charge de bailli à Loudun (1654), pour enfin se retirer assez tôt à Champdoiseau et y finir ses jours.
Il eut sept enfants, dont Gaucher-Louis de Sainte-Marthe (1647 -1700), militaire, et Denis de Sainte-Marthe, (1650-1725), seigneur de Champdoiseau, religieux, homme de lettres, grand prieur de l'abbaye de Saint Denys (1717) et de Saint Germain des prés, puis supérieur général des bénédictins de Saint Maur (1720). Il mourut le 30 mars 1725 et fut inhumé dans le chœur de la grande chapelle de la vierge de l'église de l'abbaye de Saint Germain des prés. Seule la date de son décès fut gravée sur la pierre tombale.
Citons encore Claude de Sainte-Marthe (1620- 1690), frère de François II et oncle de Denys (), qui après avoir vécu une grande partie de sa jeunesse à Chandoiseau, fut théologien, hommes de lettres, et confesseur de l’abbaye janséniste de Port-Royal (à la suite d'Antoine Arnaud d'Andilly),

### Après leXVIIesiècle

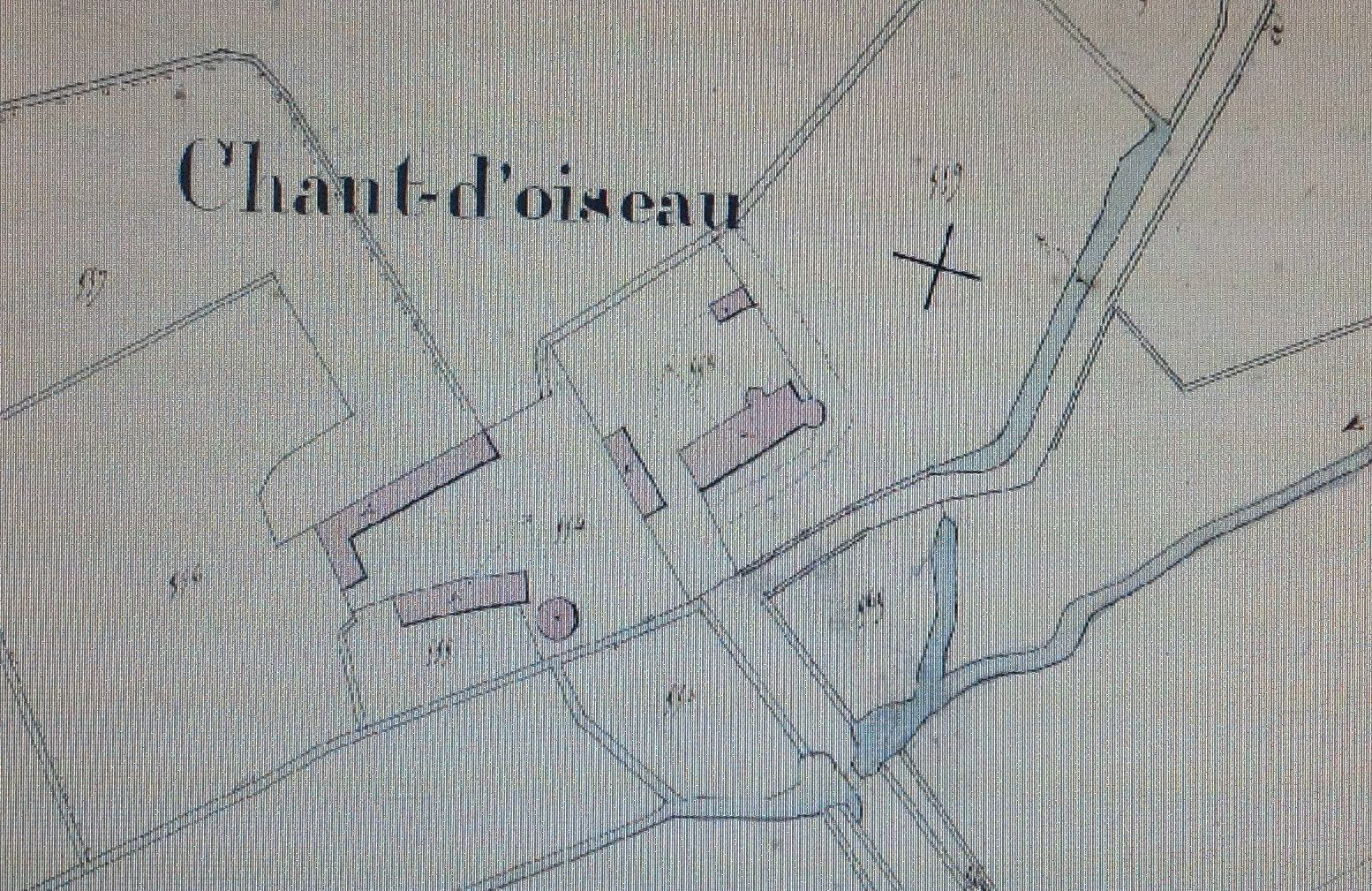
Cadastre Napoléonien

Avec Denis de Sainte-Marthe, la famille de Sainte-Marthe s’éteint et Champdoiseau sombre dans l’oubli. et devient une ferme rattachée au domaine voisin du château de la Mothe-Chandeniers
- 23 juillet 1630 : lettre patentes acquiesçant au rattachement au rattachement de la seigneurie de Chandoiseau (ainsi que d'autres) à la Motte-Champdenier (acte visé dans le document suivant d'octobre 1700) 
- 1685 : achat de "La motte de Baussay ou Champdenier" par le "S. Lamoignon de Basville, conseiller d'état" - Vente sur saisie à la demande des créanciers de François de Rochechouart
- 7 juillet 1689 : bail à ferme général de la Motte-de-Baussay.
- 16 décembre 1719 et 6 novembre 1726 : baux à sous ferme de la maison, terre et seigneurie de Chandoiseau
- 13 février 1809 : achat par M. François Hennecart et son épouse Augustine Vanot de la presque totalité de l'ancien marquisat de la Motte-Chandenier - Acte de Me Chodron et Le Pelletier, notaires à Paris.
- 16 février 1842 : bail par M. François Hennecart à M. Joseph Ferron fils et à son épouse ainsi qu'à M. Louis Boilêve et à son épouse née Marie Ferron
- 17 septembre 1846 : adjudication sur Licitation La Mothe-Chandenier.
Très peu entretenu, il a été quasiment laissé à l’abandon jusqu’en 2006 où une profonde campagne de restauration a été entreprise par son nouveau propriétaire, Antoine Richard.